# 杨操
杨操（551年—574年9月18日），字季节，弘农郡华阴县（今陕西省华阴市）人，出自弘农杨氏越公房，北周官员。

## 生平
杨操爱好文学，有体力，善于射箭骑马，以右侍上士为起家官，转任右庶卫、右侍伯、右胥附上士。建德三年八月八日（574年9月9日），杨操随周武帝前往云阳宫，八月十四日（574年9月15日）突然患病。八月十五日（574年9月16日）、十六日（574年9月17日），周武帝两次亲临慰问杨操的病情，送给药物。八月十七日（574年9月18日），杨操自知将死，请求回到京城，周武帝敕令胥附上士宇文祐送杨操回京。当天，杨操在路上病逝，虚岁廿四。周武帝为杨操哀悼，敕令赐给器物，仍然命令宇文祐兼领侍官，送丧到杨家住宅。同年岁次甲午十一月戊午朔三日庚申（574年12月2日），杨操归葬于华阴家族旧墓，周武帝诏令赠予通州刺史。

## 赐姓
杨操和兄弟杨戾的墓志中都记载被赐姓越勤氏，《古今姓氏书辩证》中也记载杨敷姓越勒氏，武汉大学历史学院硕士研究生谭秋含指出，勒为勤之讹，杨操父亲杨敷赐姓越勒氏可能在西魏末年魏后元年以前。

## 家庭

### 曾祖
- 杨钧，北魏司空、临贞文恭公[1]

### 祖父
- 杨暄，北魏度支尚书、华州刺史、临贞忠公[1]

### 父亲
- 杨旉，北周开府仪同三司、汾州刺史、临贞公[1]

### 兄弟姐妹
- 杨素，隋朝上柱国、司徒、楚景武公
- 杨约，隋朝金紫光禄大夫、淅阳郡太守、修武县公
- 杨慎，隋朝义安侯
- 杨戾，北周华州主簿
- 杨岳，隋朝万年县县令、苍山县公
- 杨氏，嫁隋朝上大将军、迁州刺史、武喜县公独孤陀